# Human Clay
Human Clay är det andra musikalbumet av det amerikanska rockbandet Creed, släppt 28 september 1999. Det har sålts 11 gånger platinum och 1 gång diamond enligt RIAA, och finns på plats 54 av de bäst säljande albumen någonsin i USA. Albumet hade i januari 2008 sålt 11 504 000 exemplar enbart i USA enligt Soundscan. Den har också sålt sex gånger platinum i Kanada, fem gånger i Australien och sju gånger i Nya Zeeland bland andra. Human Clay är också det enda Creed albumet att erhålla Guld-status i Sverige. Den fjärde singeln "With Arms Wide Open" har vunnit en Grammy Award för bästa rocklåt. Musikvideon till denna blev framröstad som den 92:a bästa videon någonsin av VH1.
Det här var det sista Creed albumet med Brian Marshall på bas; han avgick från bandet kort efter albumets turné i augusti 2000. Mark Tremonti fyllde in som basist på deras tredje album Weathered, medan Brett Hestla blev deras turnerande basist.

## Låtförteckning
1. "Are You Ready?"
2. "What If"
3. "Beautiful"
4. "Say I"
5. "Wrong Way"
6. "Faceless Man"
7. "Never Die
8. "With Arms Wide Open"
9. "Higher"
10. "Wash Away Those Years"
11. "Inside Us All"

Vissa utgåvor inkluderar en gömd låt version av "With Arms Wide Open" med additionella string och hi-hat ackompanjemang och en aning annorlunda vokaler (vilken var versionen av låten som blev mest spelad på radio). Vissa importerade utgåvor av skivan inkluderar bonusspåret "Young Grow Old". En annan utgåva inkluderar 2 skivor, med den första innehållandes de 11 låtar listade ovanför utan den gömda versionen av "With Arms Wide Open". Den andra skivan i den här utgåvan inkluderar B-sidorna till "To Whom It May Concern" och "Is This the End", en liveversion av Doors-klassikern "Roadhouse Blues" (från Woodstock '99) framförd tillsammans med Robbie Krieger, och akustiska versioner av "With Arms Wide Open" och "What's This Life For".